# Trichosanchezia chrysothrix
Trichosanchezia chrysothrix là một loài thực vật có hoa trong họ Ô rô. Loài này được Mildbr. miêu tả khoa học đầu tiên năm 1926.